# Romance of Pond Cove
Romance of Pond Cove è un cortometraggio muto del 1911 diretto da Harry Solter e prodotto dalla Lubin.

## Trama
Un giovane perde la sua fortuna e, di conseguenza, anche la fidanzata lo lascia. Lui si consola con la sorella minore della sua ex.

## Produzione
Il film fu prodotto dalla Lubin Manufacturing Company.

## Distribuzione
Distribuito dalla General Film Company, il film - un cortometraggio in una bobina - uscì nelle sale statunitensi il 31 agosto 1911.